# 喬納森·尤伯特
喬納森·尤伯特（1979年9月12日—）是一位盧森堡足球運動員。在場上的位置是守門員。他現在效力於盧森堡國家足球聯賽球隊迪德朗日足球俱樂部。他也代表盧森堡國家足球隊參賽。